# Генеральный директор кнессета
Генеральный директор кнессета (ивр. מנכ"ל הכנסת‎) — государственный служащий в Израиле, который отвечает за административные аспекты работы Кнессета: поддержание административного порядка в резиденции кнессета, надзор и управление сотрудниками резиденции и ответственность за работу логистической и административной системы.

## Создание должности
В 2000 году комиссия во главе с профессором Ицхаком Галь-Нуром рекомендовала создать эту должность, но до 17-го кнессета эта деятельность была включена в должность секретаря кнессета, который отвечает, среди прочего, за установление повестки дня, управление законопроектами и организацию дебатов и мероприятий в кнессете. После своего назначения председателем Кнессета в 2006 году Далия Ицик решила разделить должность на две части: секретарь кнессета должен отвечать за парламентское управление, а генеральный директор кнессета должен отвечатьза административную часть управления резиденцией кнессета. Предложение о назначении гендиректора было внесено Далией Ицик из-за тяжелого состояния конструкции резиденции кнессета, плохого обслуживания зданий и даже случаев попадания вредных веществ. Первым гендиректором в 2006 году был назначен Ави Балашников.

## Генеральные директора кнессета
| # | Изображение | Имя               | Сроки                         | Председатель кнессета                   |
| - | ----------- | ----------------- | ----------------------------- | --------------------------------------- |
| 1 |             | Ави Балашников    | июнь 2006 — апрель 2009       | Далия Ицик                              |
| 2 |             | Дан Ландау        | апрель 2009 — май 2013        | Реувен Ривлин                           |
| 3 |             | Ронен Плот        | Май 2013 — 13 июня 2016       | Юлий Эдельштейн                         |
| 4 |             | Альберт Сахарович | 13 июня 2016 — 20 июня 2020   | Юлий Эдельштейн, Бенни Ганц, Ярив Левин |
| 5 |             | Сами Бакалаш      | 21 июня 2020 — 21 июня 2021   | Ярив Левин, Мики Леви                   |
| 6 |             | Гиль Сегаль       | 21 июня 2021 — 10 января 2023 | Мики Леви, Ярив Левин                   |
| 7 |             | Моше Эдри         | 10 января 2023 — н. в.        | Амир Охана                              |